# Xostylus parallelus
Xostylus parallelus là một loài chân đều trong họ Janiroidea incertae sedis. Loài này được Menzies miêu tả khoa học năm 1962.